# Hieracium lachenalii
Hieracium lachenalii (возможное русскоязычное название Ястребинка Лашеналя), или Ястребинка обыкновенная (синоним автонима Hieracium lachenalii subsp. lachenalii) — травянистое растение рода Ястребинка (Hieracium) семейства Астровые (Asteraceae).

## Название
Научное латинское название рода происходит от др.-греч. ἱέραξ (hiérax, «ястреб») и др.-греч. -ιον (-ion, уменьшительный суффикс). Согласно некоторым источникам, впервые растение упоминается у Диоскорида, а Плиний Старший указывал, что ястребы используют в пищу листья ястребинки, чтобы улучшить свою феноменальную силу зрения, с чем и связано название в древнегреческом языке и на латыни.
Научный латинский видовой эпитет дан в честь швейцарского анатома и ботаника Вернера де Лашеналя.
Русскоязычное название таксона в авторитетных источниках не встречается. До последнего времени в отечественной литературе растение упоминалось под устаревшим синонимичным названием Ястребинка обыкновенная.

## Ботаническое описание[5][6]

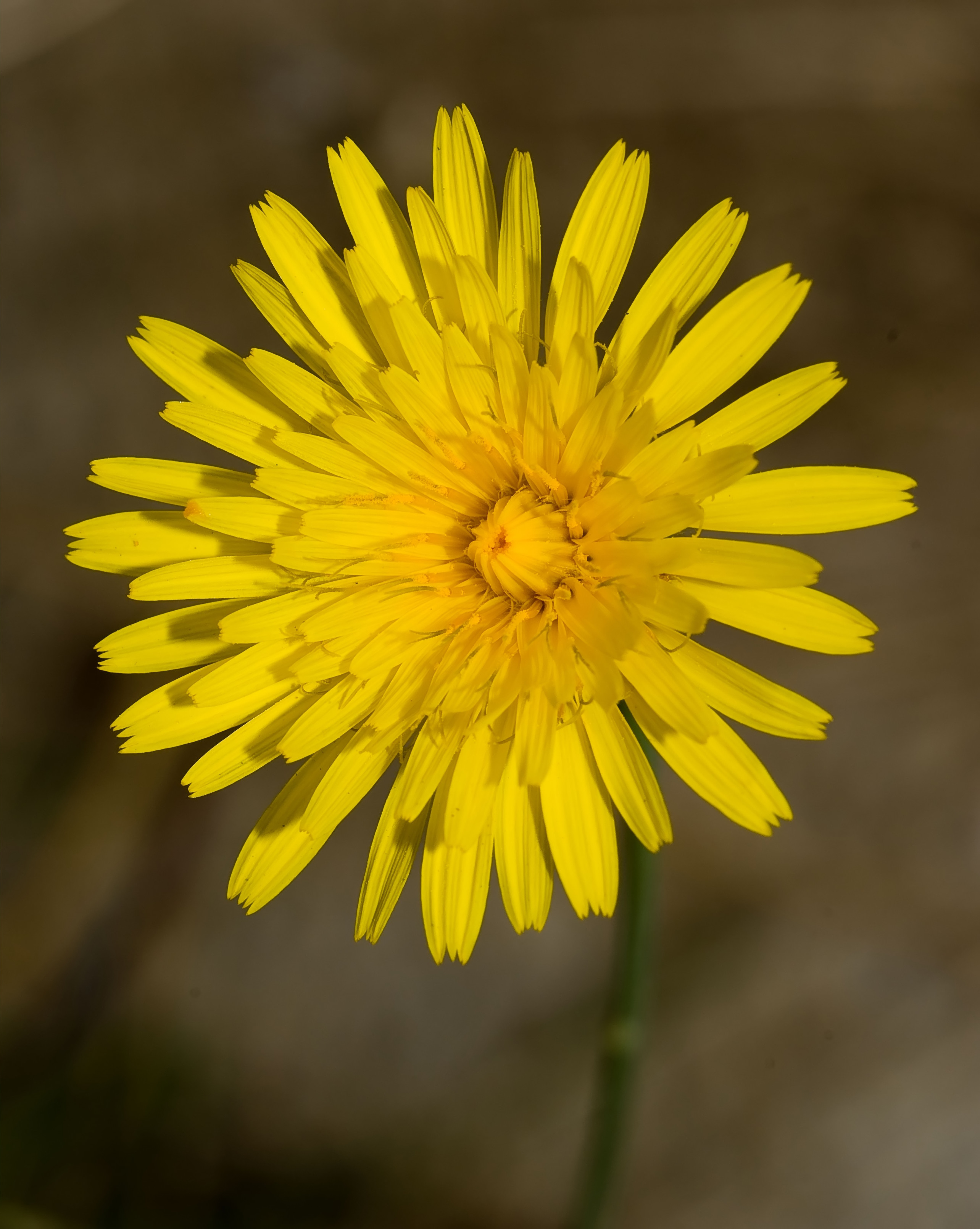
Соцветие

Многолетнее травянистое растение с выраженной розеткой прикорневых листьев.
Стебель (20-)30-70(-100) см высотой, 1-5 мм в поперечнике, у основания красно-фиолетовый, скудно покрыт мягкими волосками 1-3 мм длиной без железок, вверху умеренно звездчато опушенный.
Листья розетки (0-)3-5(-8), зелёные, с пластинкой, постепенно переходящей в крылатый черешок, ланцетной или яйцевидно-ланцетной формы, сверху с простыми волосками или без них, по краю без железистых волосков. Ко времени цветения могут усыхать. Стеблевых листьев (1-)2-4(-8), зеленые, сверху с рассеянными простыми волосками 0,8-1,2 мм длиной или без них, ланцетные или яйцевидно-ланцетные, верхние сидячие.
Соцветие обычно раскидисто-метельчатое, из 2-16(40) корзинок. Цветоносы опушены в различной степени волосками 1 мм длиной с единичными железками, реже безжелезковые. Листочки обертки узкотреугольные до линейных, 0,9-1,1 мм длиной, с многочисленными железистыми и простыми волосками. Рыльца темные или желтые.
Цветет в июле, плодоносит в августе (для средней полосы России).

## Распространение и экология[5][7]
Преимущественно западноевропейский вид, Скандинавия, Северная часть Балкан. Повсеместно в Европейской части России, в Центральной России распространен во многих областях, чаще в нечернозёмной полосе.
Растет в тенистых лесах (чаще в еловых или с участием ели), на полянах и опушках, реже на травянистых склонах, по берегам рек и озёр.

## Классификация

### Таксономия[8]
Hieracium lachenalii C.C.Gmel., 1808, Fl. Bad. 3: 322
Вид Hieracium lachenalii относится к роду Ястребинка семейства Астровые (Asteraceae) порядка Астроцветные (Asterales). Кладограмма в соответствии с Системой APG IV:
|  |                                      |  |                                   |                                   |                    |  | ещё 10 семейств | ещё 10 семейств |                      |  |                                                                       |  | еще 3077 подтвержденных и 7056 в статусе "непроверенных" видов и инфравидовых таксонов | еще 3077 подтвержденных и 7056 в статусе "непроверенных" видов и инфравидовых таксонов |  |
|  |                                      |  |                                   |                                   |                    |  | ещё 10 семейств | ещё 10 семейств |                      |  |                                                                       |  | еще 3077 подтвержденных и 7056 в статусе "непроверенных" видов и инфравидовых таксонов | еще 3077 подтвержденных и 7056 в статусе "непроверенных" видов и инфравидовых таксонов |  |
|  |                                      |  |                                   | порядок Астроцветные              |                    |  |                 |                 | род Ястребинка       |  |                                                                       |  |                                                                                        |                                                                                        |  |
|  |                                      |  |                                   | порядок Астроцветные              |                    |  |                 |                 | род Ястребинка       |  | 25 подтвержденных и 8 в статусе "непроверенных" инфравидовых таксонов |  |                                                                                        |                                                                                        |  |
|  | отдел Цветковые, или Покрытосеменные |  |                                   |                                   | семейство Астровые |  |                 |                 | Hieracium lachenalii |  |                                                                       |  |                                                                                        |                                                                                        |  |
|  | отдел Цветковые, или Покрытосеменные |  |                                   |                                   |                    |  |                 |                 |                      |  |                                                                       |  |                                                                                        |                                                                                        |  |
|  |                                      |  | ещё 63 порядка цветковых растений | ещё 63 порядка цветковых растений |                    |  |                 | ещё 1804 рода   | ещё 1804 рода        |  |                                                                       |  |                                                                                        |                                                                                        |  |
|  |                                      |  |                                   | ещё 63 порядка цветковых растений |                    |  |                 |                 | ещё 1804 рода        |  |                                                                       |  |                                                                                        |                                                                                        |  |

### Инфравидовые таксоны
- в статусе подтвержденных
  - Hieracium lachenalii subsp. acroleucoides  (Touton)  Greuter 
  - Hieracium lachenalii subsp. alpestre  (R.Uechtr.)  Greuter 
  - Hieracium lachenalii subsp. argillaceoides  (Litv. & Zahn)  Greuter 
  - Hieracium lachenalii subsp. chenopodioides  (Arv.-Touv.)  Greuter 
  - Hieracium lachenalii subsp. cladophorum  (Vuk.)  Greuter 
  - Hieracium lachenalii subsp. deductum  (Sudre)  Greuter 
  - Hieracium lachenalii subsp. epichlorum  (Litv. & Zahn)  Greuter 
  - Hieracium lachenalii subsp. erythropodum  (R.Uechtr.)  Greuter 
  - Hieracium lachenalii subsp. frondosum  (Dahlst.)  Greuter 
  - Hieracium lachenalii subsp. gustavianum  (Üksip)  Greuter 
  - Hieracium lachenalii subsp. hypopitys  (Litv. & Zahn)  Greuter 
  - Hieracium lachenalii subsp. juratzkanum  (Zahn)  Greuter 
  - Hieracium lachenalii subsp. lachenalii  
  - Hieracium lachenalii subsp. lachenalii  Suter 
  - Hieracium lachenalii subsp. lepidiceps  (Dahlst.)  Greuter 
  - Hieracium lachenalii subsp. litocretaceum  Drenckh. 
  - Hieracium lachenalii subsp. lortetiae  (Balb.)  Greuter 
  - Hieracium lachenalii subsp. macrophyllopodum  (Zahn)  Greuter 
  - Hieracium lachenalii subsp. mertinii  (C.C.Gmel.)  Gottschl. 
  - Hieracium lachenalii subsp. obscuriceps  (Dahlst.)  Greuter 
  - Hieracium lachenalii subsp. rudicaule  (Arv.-Touv.)  Greuter 
  - Hieracium lachenalii subsp. subhastulatum  (Zahn)  Greuter 
  - Hieracium lachenalii subsp. tenellicaule  (Zahn)  Greuter 
  - Hieracium lachenalii subsp. violascens  (Dahlst.)  Greuter 
  - Hieracium lachenalii subsp. wischniakovii  (Petunn. & Zahn)  Gottschl.

- в статусе непроверенных по состоянию на декабрь 2022 г.
  - Hieracium lachenalii subsp. acidodontophyllum  (Zahn)  Zahn 
  - Hieracium lachenalii subsp. acuminatum  (Jord.)  Zahn 
  - Hieracium lachenalii subsp. acutatifrons  (Zahn)  Zahn 
  - Hieracium lachenalii subsp. amaurochlorum  (Zahn)  Zahn 
  - Hieracium lachenalii subsp. anfractum  Nyár. 
  - Hieracium lachenalii subsp. anfractum  (Fr.)  Zahn 
  - Hieracium lachenalii subsp. argillaceum  (Jord.)  Zahn 
  - Hieracium lachenalii subsp. aspernatum  (Boreau)  Zahn 
  - Hieracium lachenalii subsp. asyngamicum  (Borbás)  Zahn 
  - Hieracium lachenalii subsp. atrovirescens  (Zahn)  Zahn 
  - Hieracium lachenalii subsp. aurulentiforme  (Degen & Zahn)  Zahn 
  - Hieracium lachenalii subsp. aurulentum  (Boreau)  Zahn 
  - Hieracium lachenalii subsp. ausserdorferi  (Zahn)  Zahn 
  - Hieracium lachenalii subsp. aviicola  (Boreau)  Zahn 
  - Hieracium lachenalii subsp. bathylepioides  (Bornm. & Zahn)  Zahn 
  - Hieracium lachenalii subsp. bathylepium  (Dahlst.)  Zahn 
  - Hieracium lachenalii subsp. cebennense  (Arv.-Touv.)  Zahn 
  - Hieracium lachenalii subsp. cheriense  (Boreau)  Zahn 
  - Hieracium lachenalii subsp. chlorophyllum  (Boreau)  Zahn 
  - Hieracium lachenalii subsp. chrysoglossoides  (Zahn)  Zahn 
  - Hieracium lachenalii subsp. consociatum  (Boreau)  Zahn 
  - Hieracium lachenalii subsp. cruentifolium  (Dahlst. & Lübeck)  Zahn 
  - Hieracium lachenalii subsp. cruentifrons  (Zahn)  Zahn 
  - Hieracium lachenalii subsp. dalicum  (Johanss.)  Zahn 
  - Hieracium lachenalii subsp. euchlorum  (Murr & Zahn)  Zahn